# Félix Pigeory
Pierre Marie Félix Pigeory est un architecte français né le 1er juin 1813 à Paris et mort à Paris 9e le 5 décembre 1873. Il est l'auteur d'hôtels particuliers, et surtout connu comme le principal fondateur de la station balnéaire de Villers-sur-Mer ; il est aussi historien d'art. 

## Éléments biographiques
Félix Pigeory est un architecte français actif au milieu du XIXe siècle à Paris, où il est inspecteur des travaux de la ville de Paris. 
Il est aussi le créateur, le directeur à partir de 1850 et le rédacteur en chef à partir de 1855 de la Revue des beaux-arts, bulletin de la Société nationale des beaux-arts,. Historien d'art, il est  membre de la Société des sciences historiques et naturelles de l'Yonne.
Il meurt à Paris le 8 décembre 1873. Il avait épousé Marie-Léonie Gallimard, tante de Paul Gallimard.

## Œuvre

### Architecture et urbanisme

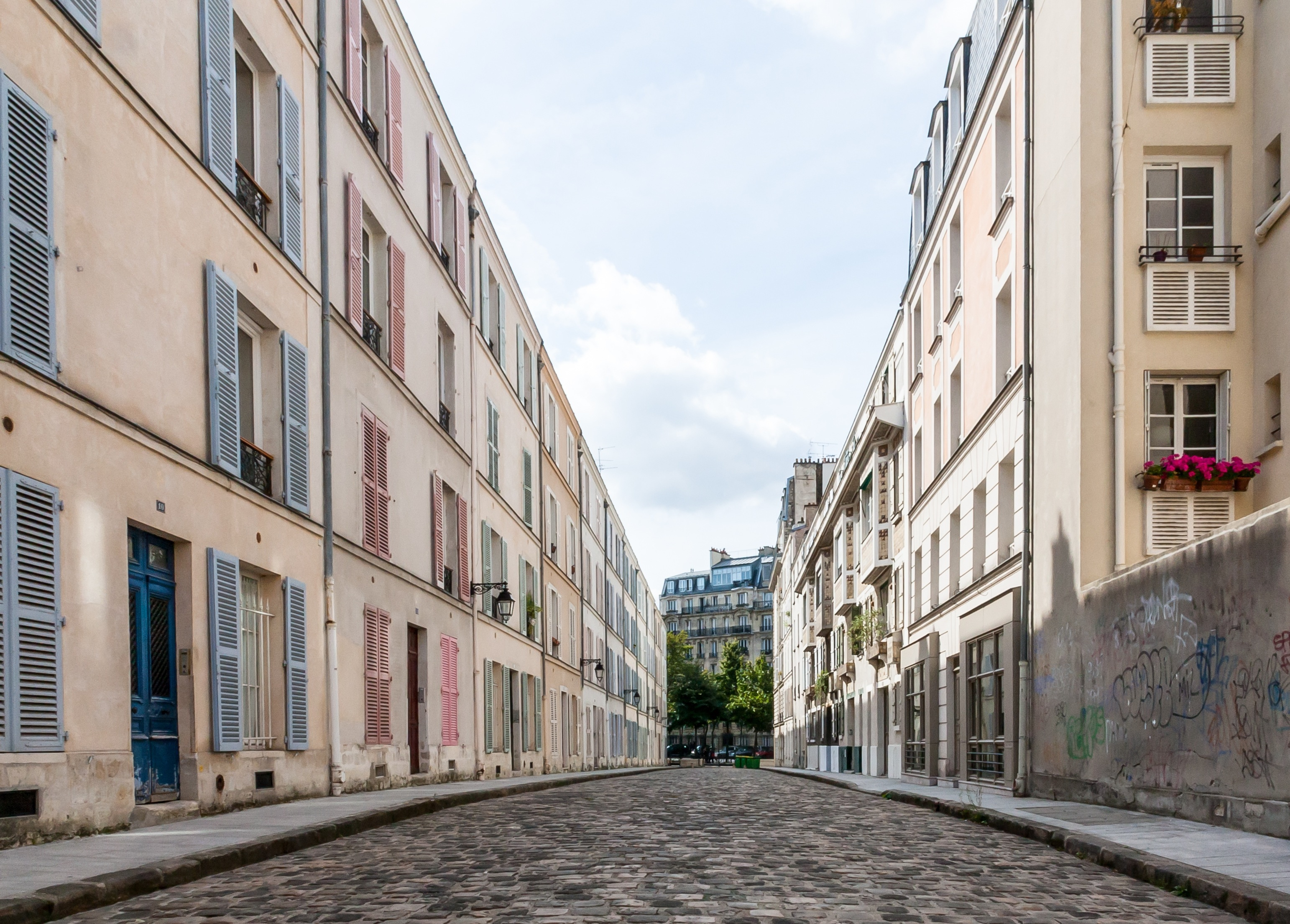
Passage d'Enfer, Paris (14e), 1912.

Félix Pigeory crée au moins trois hôtels particuliers : deux rue d'Amsterdam et un autre avenue de Saint-Cloud. Il restaure l'église Saint-Florentin à Saint-Florentin dans l'Yonne.
Vers 1854, il établit à la demande des époux Cazeaux les plans et les devis pour la construction de l'un des premiers lotissements ouvriers de Paris. L'ensemble, initialement dénommé « cité Cazeaux » (également orthographié « cité Cazaux ») prend ultérieurement le nom de « cité d'Enfer ». Celui-ci lui est attribué en raison de la proximité de l'ancien « boulevard d'Enfer » de l'ancien 11e arrondissement (actuel boulevard Raspail dans le 14e arrondissement) dans lequel il débouche. Cette ancienne cité ouvrière est composée de 17 maisons identiques et de 3 maisons d'angle, toutes réunies en un seul corps de bâtiment qui longe le côté nord-est d'une ruelle pavée, le « passage d'Enfer », fermé par des grilles.
La station de Villers-sur-Mer est créée par Pigeory en collaboration avec Pierre Michel Pitre-Chevalier. Selon la ville de Villers-sur-Mer, il est vers 1856 le principal fondateur de cette station balnéaire, par les nombreux terrains qu'il achète, le plan qu'il conçoit pour la ville, ainsi que pour l'établissement de bains et le casino qu'il crée.

### Publications
- Les Monuments de Paris. Histoire de l'architecture civile, politique et religieuse, sous le règne du roi Louis-Philippe, Paris, A. Hermitte, 1847.
- État de l'architecture moderne, Paris, impr. de Crapelet, 1847.
- Restauration de la cathédrale de Saint-Florentin : Mémoire à M. le Ministre de l'Intérieur, à M. le Ministre de l'Instruction publique et des cultes, au Comité des monuments historiques, au Conseil général de l'Yonne, au Conseil municipal de Saint-Florentin et à la Société des antiquaires de l'Yonne, Paris, impr. de Crapelet, 1849.
- Histoire de la ville de Saint-Florentin et de sa cathédrale, avec des aperçus généraux de l'ancienne province de Champagne et du département de l'Yonne, Paris, Comon, 1850 ; rééditée en 1989.
- Les Halles centrales, quai de la Mégisserie. Projet adressé à la Commission municipale de Paris, Paris, Revue des beaux-arts, 1851.
- Les Pèlerins d'Orient. Lettres artistiques et historiques sur un voyage dans les Provinces danubiennes, la Turquie, la Syrie et la Palestine, Paris, E. Dentu, 1854.
- Mémoire relatif à la translation de la bibliothèque Ste-Geneviève, à l'Odéon, s.l.n.d. [Paris].

## Sources
- Comité des travaux historiques et scientifiques, « Pigeory, Félix ».
- Henri Hamel, Felix Pigeory, fondateur de Villers, 1812-1873, Association des amis du Musée de Trouville, 1985.